# His Lesson (film 1912)
His Lesson è un cortometraggio muto del 1912 diretto da D.W. Griffith.

## Produzione
Il film fu prodotto dalla Biograph Company.

## Distribuzione
Distribuito dalla General Film Company, il film - un cortometraggio di una bobina - uscì nelle sale cinematografiche USA il 16 maggio 1912. La Moving Pictures Sales Agency lo distribuì nel Regno Unito il 14 luglio 1912.
Non si conoscono copie ancora esistenti della pellicola che viene considerata presumibilmente perduta.